# 朝上村
朝上村（あさかみむら）は三重県三重郡にあった村。現在の菰野町の北端にあたる。

## 地理
- 山岳：釈迦ヶ岳、尾高山、福王山
- 河川：朝明川、田光川、杉谷川、焼合川

## 歴史
- 1889年（明治22年）4月1日 - 町村制の施行により、朝明郡小島村・田口村・田口新田・田光村・杉谷村・切畑村・榊村の区域をもって発足。
- 1896年（明治29年）4月1日 - 所属郡が三重郡に変更。
- 1955年（昭和30年）4月1日 - 千種村と合併して朝明村が発足。同日朝上村廃止。